# Ефект Мандели (фільм)
«Ефект Мандели» — науково-фантастичний фільм жахів 2019 року, написаний і знятий Девідом Гаєм Леві.

## Про фільм
У житті визначного програміста відбувається справжня трагедія. Його дочка Сем потонула, намагаючись дістати з океану свою ляльку Цікавого Джорджа.
Через якийсь час із батьком, який сумує через втрату дочки, починають відбуватися різні дивні речі. Брендан намагається розібратися в цьому і починає боротьбу з власною реальністю, щоби перервати ланцюжок подій, що відбуваються.
Брендан стає одержимий фактами та подіями, які багато людей пам'ятають неправильно.

## Знімались
| Актор            | Роль    |
| ---------------- | ------- |
| Чарлі Гофхаймер  | Брендан |
| Алекса Палладіно | Клер    |
| Робін Тейлор     | Метт    |
| Кларк Петерс     | Фушс    |
| Птолемі Слокам   | Меннінг |
| Верні Вотсон     | Надін   |